# The Hunger Games: Catching Fire – Original Motion Picture Soundtrack
The Hunger Games: Catching Fire − Original Motion Picture Soundtrack – ścieżka dźwiękowa z filmu Igrzyska śmierci: W pierścieniu ognia (2013), wyreżyserowanego przez Francisa Lawrence’a. Album wyprodukowany został między innymi przez Ryana Teddera, Brenta Kutzle'a i zespół Coldplay. Premiera krążka odbyła się 19 listopada 2013.

## Single
Pierwszym singlem promującym soundtrack został utwór "Atlas" z repertuaru brytyjskiego zespołu rockowego Coldplay. "Atlas" wydany został 6 września 2013 roku i objął 12. miejsce listy przebojów UK Singles Chart. 1 października 2013 opublikowano dwa wydawnictwa: drugim singlem z płyty została ballada "We Remain" w wykonaniu Christiny Aguilery, a trzecim − "Elastic Heart", nagrany Się, The Weeknd i Diplo. Oba utwory zebrały pozytywne recenzje krytyki. 1 listopada wydany został czwarty singel, pochodzący z niemieckiej i austriackiej edycji ścieżki dźwiękowej "Again", wykonywany przez artystkę o pseudonimie Abby.

## Lista utworów
- 1. Coldplay − "Atlas" − 3:56
- 2. Of Monsters and Men − "Silhouettes" − 4:31
- 3. Sia feat. The Weeknd & Diplo − "Elastic Heart" − 4:18
- 4. The National − "Lean" − 4:31
- 5. Christina Aguilera − "We Remain" − 4:00
- 6. The Weeknd − "Devil May Cry" − 5:23
- 7. Imagine Dragons − "Who We Are" − 4:09
- 8. Lorde − "Everybody Wants to Rule the World" − 2:35
- 9. The Lumineers − "Gale Song" − 3:05
- 10. Ellie Goulding − "Mirror" − 4:21
- 11. Patti Smith − "Capital Letter" − 3:33
- 12. Santigold − "Shooting Arrows at the Sky" − 3:36

Deluxe edition
- 13. Mikky Ekko & Ammar Malik − "Place for Us" − 3:31
- 14. Phantogram − "Lights" − 3:45
- 15. Antony and the Johnsons − "Angel on Fire" − 3:47

Edycja brazylijska
- 16. CPM 22 − "13" − 1:52

Edycja hiszpańska/latynoamerykańska
- 16. Lori Meyers − "Hombre a Tierra" − 5:26

Edycja niemiecka/austriacka
- 16. Abby − "Again" − 4:26

## Pozycje na listach przebojów
| Kraj/region              | Notowanie (2013)          | Wydawca              | Najwyższa pozycja |
| ------------------------ | ------------------------- | -------------------- | ----------------- |
| Australia                | Top 100 Albums            | ARIA Charts          | 37                |
| Belgia (Flandria)        | Top 200 Albums            | Ultratop             | 88                |
| Belgia (Region Waloński) | Top 200 Albums            | Ultratop             | 96                |
| Hiszpania                | Top 100 Albums            | PROMUSICAE           | 96                |
| Kanada                   | Top 200 Albums            | Jam! Canoe/Billboard | 9                 |
| Niemcy                   | Top 100 Albums            | Media Control Charts | 71                |
| Nowa Zelandia            | Top 40 Albums             | RIANZ                | 14                |
| Stany Zjednoczone        | Billboard 200             | Billboard            | 5                 |
| Szwajcaria               | Top 100 Albums            | Schweizer Hitparade  | 66                |
| Wielka Brytania          | Top 40 Compilation Albums | OCC                  | 24                |